# Selopugino
Selopugino (oroszul: Шелопугино) falu Oroszország ázsiai részén, a Bajkálontúli határterületen, a Selopuginói járás székhelye.

## Elhelyezkedése
Az Unda (az Onon mellékfolyója) partján, Csitától országúton 462 km-re keletre helyezkedik el. A legközelebbi, 72 km-re lévő vasútállomás Szretyenszk. 

## Története
Első írásos említése 1782-ből való, mely szerint a települést az európai országrészből áttelepített parasztok alapították. A Selopuginói járást 1961-ben hozták létre.

## Népessége
- 1989-ben 4193 fő
- 2002-ben 3571 fő[1]
- 2010-ben 3274 fő volt.[2]